# Kisberzseny
Kisberzseny (vyslovováno [kišberžeň]) je malá vesnička v Maďarsku v župě Veszprém, spadající pod okres Devecser. Nachází se asi 14 km jihozápadně od Devecseru. V roce 2015 zde žilo 82 obyvatel. Dle údajů z roku 2011 tvoří 100 % obyvatelstva Maďaři a 1,1 % Romové, přičemž 2,5 % obyvatel se k národnosti nevyjádřilo.
Sousedními vesnicemi jsou Apácatorna, Kamond, Karakó, Karakószörcsök, Kerta, Nemeskeresztúr a Tüskevár, sousedním městem Jánosháza.